# Butts County
Das Butts County ist ein County im Bundesstaat Georgia der Vereinigten Staaten. Verwaltungssitz (County Seat) ist Jackson, das nach dem Präsidenten Andrew Jackson benannt wurde.

## Geographie
Das County liegt im mittleren Nordwesten von Georgia und hat eine Fläche von 492 Quadratkilometern, wovon neun Quadratkilometer Wasseroberfläche sind und grenzt im Uhrzeigersinn an folgende Countys: Newton County, Jasper County, Monroe County, Lamar County, Spalding County und Henry County.
Das County ist Teil der Metropolregion Atlanta.

## Geschichte
Butts County wurde am 24. Dezember, 1825 als 64. County in Georgia aus Teilen des Henry County und des Monroe County gebildet. Benannt wurde es nach Captain Samuel Butts, einem Offizier, der im Indianerkrieg 1812 getötet wurde.

## Sehenswertes
Im Butts County sind viele historische Gebäude erhalten geblieben. So das Indian Springs Hotel von 1823, die Indian Springs Church aus 1855, das Gerichtsgebäude aus 1898 und die Old Flovilla School, die von 1885 bis 1932 in Betrieb war.

## Naherholungsgebiet
Der Naturschutzpark Indian Springs ist der älteste Nationalpark der USA. Schon die Muskogee-Indianer glaubten an die heilende Kraft der Quellen.

## Demografische Daten
Laut der Volkszählung von 2010 verteilten sich die damaligen 23.655 Einwohner auf 7.881 bewohnte Haushalte, was einen Schnitt von 2,70 Personen pro Haushalt ergibt. Insgesamt bestehen 9.357 Haushalte.
74,0 % der Haushalte waren Familienhaushalte (bestehend aus verheirateten Paaren mit oder ohne Nachkommen bzw. einem Elternteil mit Nachkomme) mit einer durchschnittlichen Größe von 3,13 Personen. In 36,6 % aller Haushalte lebten Kinder unter 18 Jahren sowie in 26,7 % aller Haushalte Personen mit mindestens 65 Jahren.
25,1 % der Bevölkerung waren jünger als 20 Jahre, 27,7 % waren 20 bis 39 Jahre alt, 28,8 % waren 40 bis 59 Jahre alt und 18,3 % waren mindestens 60 Jahre alt. Das mittlere Alter betrug 38 Jahre. 52,9 % der Bevölkerung waren männlich und 47,1 % weiblich.
69,9 % der Bevölkerung bezeichneten sich als Weiße, 27,3 % als Afroamerikaner, 0,2 % als Indianer und 0,5 % als Asian Americans. 0,7 % gaben die Angehörigkeit zu einer anderen Ethnie und 1,3 % zu mehreren Ethnien an. 2,5 % der Bevölkerung bestand aus Hispanics oder Latinos.
Das durchschnittliche Jahreseinkommen pro Haushalt lag bei 47.385 USD, dabei lebten 17,8 % der Bevölkerung unter der Armutsgrenze.

## Kultur und Sehenswürdigkeiten

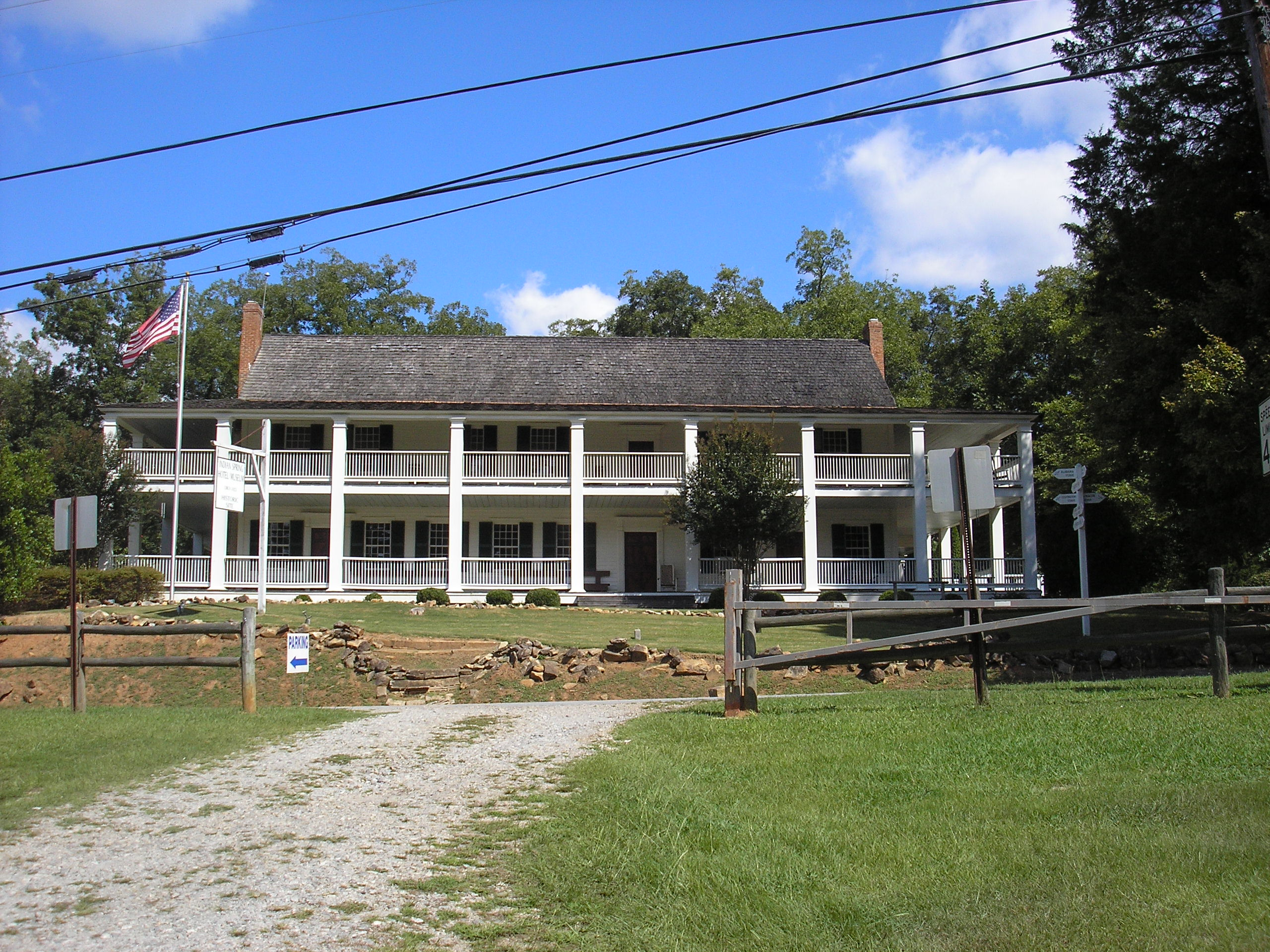
Indian Springs Hotel (2014). Dieses ehemalige Hotel öffnete 1825 seine Türen. Im gleichen Jahr traten hier die Muskogee im Vertrag von Indian Springs erhebliche Teile ihres Siedlungsgebiets an die Vereinigten Staaten ab, was das heutige Museum thematisiert. Im Mai 1973 wurde das Indian Springs Hotel als erstes Objekt im County in das NRHP eingetragen.

Vier Bauwerke im Butts County sind im National Register of Historic Places („Nationales Verzeichnis historischer Orte“; NRHP) eingetragen (Stand 27. Juli 2023), neben dem Gerichts- und Verwaltungsgebäude sind dies das J. R. Carmichael House, Idlewilde und das Indian Springs Hotel.

## Orte im Butts County
Orte im Butts County mit Einwohnerzahlen der Volkszählung von 2010:
Cities:
- Flovilla – 653 Einwohner
- Jackson (County Seat) – 5.045 Einwohner
- Jenkinsburg – 370 Einwohner